# Luguru
I Luguru (o Waluguru) sono un popolo della Tanzania, che abita tradizionalmente la regione dei monti Uluguru, nei pressi della città di Morogoro. La popolazione luguru è valutata intorno al milione di persone, organizzati in una cinquantina di clan.
Poiché la regione dei monti Uluguru è fertile e riceve abbondanti precipitazioni, i Luguru vivono di agricoltura, coltivando soprattutto riso, sorgo, mais e cassava e prodotti da esportazione come caffè e sisal.